# Крнча
Крнча (словац. Krnča) — село, громада округу Топольчани, Нітранський край. Кадастрова площа громади — 18.97 км². Протікає річка Дршня.
Населення 1335 осіб (станом на 31 грудня 2019 року).

## Історія
Крнча згадується 1183 року.

## Населення
| Рік:            | 1994. | 2004.   | 2014.   | 2024.   |
| --------------- | ----- | ------- | ------- | ------- |
| Кількість осіб: | 1275  | 1299    | 1333    | 1379    |
| Різниця:        |       | +1,88 % | +2,61 % | +3,45 % |

| Рік:            | 2023. | 2024.   |
| --------------- | ----- | ------- |
| Кількість осіб: | 1373  | 1379    |
| Різниця:        |       | +0,43 % |